# DDR-Fußballmeisterschaft der Schüler 1982
Die DDR-Fußballmeisterschaft der Schüler 1982 war die 23. Auflage dieses Wettbewerbes, der vom DFV durchgeführt wurde. Der Wettbewerb begann am 29. Mai 1982 mit der Vorrunde und endete am 4. Juli 1982 mit der Titelverteidigung vom 1. FC Lokomotive Leipzig, die im Finale gegen die SG Dynamo Dresden gewannen.

## Teilnehmende Mannschaften
An der DDR-Fußballmeisterschaft der Schüler für die Altersklasse (AK) 12/13 nahmen die Bezirksmeister der 15 Bezirke auf dem Gebiet der DDR und der Zweitplatzierte der Ost-Berliner Bezirksmeisterschaft teil. Spielberechtigt waren Spieler bis zum 13. Lebensjahr (Stichtag: 1. Juni 1968).
Für die Meisterschaft qualifizierten sich folgende fünfzehn Bezirksmeister und der Zweite aus Ost-Berlin:
| - Bezirk Rostock F.C. Hansa Rostock - Bezirk Schwerin SG Dynamo Güstrow - Bezirk Neubrandenburg BSG Verkehrsbetriebe Waren - Bezirk Potsdam BSG Stahl Brandenburg - Ost-Berlin Berliner FC Dynamo 1. FC Union Berlin | - Bezirk Frankfurt (Oder) FC Vorwärts Frankfurt/O. - Bezirk Magdeburg 1. FC Magdeburg - Bezirk Halle BSG Chemie Wolfen - Bezirk Leipzig 1. FC Lokomotive Leipzig (TV) - Bezirk Cottbus BSG Energie Cottbus (TV) – Titelverteidiger | - Bezirk Dresden SG Dynamo Dresden - Bezirk Karl-Marx-Stadt FC Karl-Marx-Stadt - Bezirk Erfurt FC Rot-Weiß Erfurt - Bezirk Gera FC Carl Zeiss Jena - Bezirk Suhl BSG Lokomotive Meiningen |

## Modus
In der Vorrunde wurden die Spiele in vier Staffeln zu je vier Mannschaften mit Hin- und Rückspiel nach dem Modus „Jeder gegen Jeden“ ausgetragen. Die vier Staffelsieger ermittelten ab dem Halbfinale auf neutralen Platz den DDR-Meister.

## Vorrunde

### Staffel A
Spiele
| Datum                      |                            |   |                            | Hinspiel | Rückspiel |
| -------------------------- | -------------------------- | - | -------------------------- | -------- | --------- |
| Sa 29. Mai ./ So 13. Juni  | SG Dynamo Güstrow          | – | BSG Verkehrsbetriebe Waren | 6:0      | 2:1       |
| Sa 29. Mai ./ So 13. Juni  | F.C. Hansa Rostock         | – | Berliner FC Dynamo         | 3:1      | 1:2       |
| Mi 0.2. Juni / So 20. Juni | SG Dynamo Güstrow          | – | F.C. Hansa Rostock         | 3:8      | 1:9       |
| Mi 0.2. Juni / So 20. Juni | BSG Verkehrsbetriebe Waren | – | Berliner FC Dynamo         | 00:16    | 00:14     |
| So 06. Juni / So 27. Juni  | Berliner FC Dynamo         | – | SG Dynamo Güstrow          | 4:0      | 6:0       |
| So 06. Juni / So 27. Juni  | F.C. Hansa Rostock         | − | BSG Verkehrsbetriebe Waren | 10:00    | 15:00     |

Abschlusstabelle
| Pl. | Mannschaft                 | Sp. | S | U | N | Tore    | Diff. | Punkte |
| --- | -------------------------- | --- | - | - | - | ------- | ----- | ------ |
| 1.  | F.C. Hansa Rostock         | 6   | 5 | 0 | 1 | 046:700 | +39   | 10:20  |
| 2.  | Berliner FC Dynamo         | 6   | 5 | 0 | 1 | 043:400 | +39   | 10:20  |
| 3.  | SG Dynamo Güstrow          | 6   | 2 | 0 | 4 | 012:280 | −16   | 04:80  |
| 4.  | BSG Verkehrsbetriebe Waren | 6   | 0 | 0 | 6 | 001:630 | −62   | 0:12   |

### Staffel B
Spiele
| Datum                      |                          |   |                          | Hinspiel | Rückspiel |
| -------------------------- | ------------------------ | - | ------------------------ | -------- | --------- |
| Sa 29. Mai ./ So 13. Juni  | BSG Energie Cottbus      | − | 1. FC Union Berlin       | 1:2      | 1:0       |
| Sa 29. Mai ./ So 13. Juni  | SG Dynamo Dresden        | − | FC Vorwärts Frankfurt/O. | 3:1      | 1:0       |
| Mi 0.2. Juni / So 20. Juni | BSG Energie Cottbus      | − | SG Dynamo Dresden        | 0:5      | 1:6       |
| Mi 0.2. Juni / So 20. Juni | 1. FC Union Berlin       | − | FC Vorwärts Frankfurt/O. | 1:0      | 1:3       |
| So 06. Juni / So 27. Juni  | FC Vorwärts Frankfurt/O. | − | BSG Energie Cottbus      | 5:1      | 3:0       |
| So 06. Juni / So 27. Juni  | SG Dynamo Dresden        | − | 1. FC Union Berlin       | 4:2      | 1:1       |

Abschlusstabelle
| Pl. | Mannschaft               | Sp. | S | U | N | Tore    | Diff. | Punkte |
| --- | ------------------------ | --- | - | - | - | ------- | ----- | ------ |
| 1.  | SG Dynamo Dresden        | 6   | 5 | 1 | 0 | 020:500 | +15   | 11:10  |
| 2.  | FC Vorwärts Frankfurt/O. | 6   | 3 | 0 | 3 | 012:700 | +5    | 06:60  |
| 3.  | 1. FC Union Berlin       | 6   | 2 | 1 | 3 | 007:100 | −3    | 05:70  |
| 4.  | BSG Energie Cottbus      | 6   | 1 | 0 | 5 | 004:210 | −17   | 02:10  |

### Staffel C
Spiele
| Datum                      |                          |   |                          | Hinspiel | Rückspiel |
| -------------------------- | ------------------------ | - | ------------------------ | -------- | --------- |
| Sa 29. Mai ./ So 13. Juni  | BSG Stahl Brandenburg    | − | BSG Chemie Wolfen        | 2:4      | 0:4       |
| Sa 29. Mai ./ So 13. Juni  | 1. FC Lokomotive Leipzig | − | 1. FC Magdeburg          | 3:2      | 2:5       |
| Mi 0.2. Juni / So 20. Juni | BSG Stahl Brandenburg    | − | 1. FC Lokomotive Leipzig | 0:4      | 00:11     |
| Mi 0.2. Juni / So 20. Juni | BSG Chemie Wolfen        | − | 1. FC Magdeburg          | 0:0      | 00:10     |
| So 06. Juni / So 27. Juni  | 1. FC Magdeburg          | − | BSG Stahl Brandenburg    | 9:0      | 7:0       |
| So 06. Juni / So 27. Juni  | 1. FC Lokomotive Leipzig | − | BSG Chemie Wolfen        | 6:0      | 2:0       |

Abschlusstabelle
| Pl. | Mannschaft               | Sp. | S | U | N | Tore    | Diff. | Punkte |
| --- | ------------------------ | --- | - | - | - | ------- | ----- | ------ |
| 1.  | 1. FC Lokomotive Leipzig | 6   | 5 | 0 | 1 | 028:700 | +21   | 10:20  |
| 2.  | 1. FC Magdeburg          | 6   | 4 | 1 | 1 | 033:500 | +28   | 09:30  |
| 3.  | BSG Chemie Wolfen        | 6   | 2 | 1 | 3 | 008:200 | −12   | 05:70  |
| 4.  | BSG Stahl Brandenburg    | 6   | 0 | 0 | 6 | 002:390 | −37   | 0:12   |

### Staffel D
Spiele
| Datum                      |                          |   |                          | Hinspiel | Rückspiel |
| -------------------------- | ------------------------ | - | ------------------------ | -------- | --------- |
| Sa 29. Mai ./ So 13. Juni  | BSG Lokomotive Meiningen | − | FC Karl-Marx-Stadt       | 0:5      | 0:7       |
| Sa 29. Mai ./ So 13. Juni  | FC Rot-Weiß Erfurt       | − | FC Carl Zeiss Jena       | 1:2      | 2:0       |
| Mi 0.2. Juni / So 20. Juni | BSG Lokomotive Meiningen | − | FC Rot-Weiß Erfurt       | 1:5      | 01:11     |
| Mi 0.2. Juni / So 20. Juni | FC Karl-Marx-Stadt       | − | FC Carl Zeiss Jena       | 1:2      | 1:3       |
| So 06. Juni / So 27. Juni  | FC Carl Zeiss Jena       | − | BSG Lokomotive Meiningen | 12:00    | 8:2       |
| So 06. Juni / So 27. Juni  | FC Rot-Weiß Erfurt       | − | FC Karl-Marx-Stadt       | 2:0      | 6:1       |

Abschlusstabelle
| Pl. | Mannschaft               | Sp. | S | U | N | Tore    | Diff. | Punkte |
| --- | ------------------------ | --- | - | - | - | ------- | ----- | ------ |
| 1.  | FC Rot-Weiß Erfurt       | 6   | 5 | 0 | 1 | 027:500 | +22   | 10:20  |
| 2.  | FC Carl Zeiss Jena       | 6   | 5 | 0 | 1 | 027:700 | +20   | 10:20  |
| 3.  | FC Karl-Marx-Stadt       | 6   | 2 | 0 | 4 | 015:130 | +2    | 04:80  |
| 4.  | BSG Lokomotive Meiningen | 6   | 0 | 0 | 6 | 004:480 | −44   | 0:12   |

## Halbfinale
Die beiden Halbfinalpartien wurden in Wittenberge (Bezirk Schwerin) ausgetragen.
| Datum       |                          | Ergebnis |                    |
| ----------- | ------------------------ | -------- | ------------------ |
| Sa 03. Juli | F.C. Hansa Rostock       | 0:8      | SG Dynamo Dresden  |
| Sa 03. Juli | 1. FC Lokomotive Leipzig | 2:0      | FC Rot-Weiß Erfurt |

## Spiel um Platz 3
| Datum       |                    | Ergebnis |                    | Spielort    |
| ----------- | ------------------ | -------- | ------------------ | ----------- |
| So 04. Juli | F.C. Hansa Rostock | 2:0      | FC Rot-Weiß Erfurt | Wittenberge |

## Finale
| Paarung                  | SG Dynamo Dresden – 1. FC Lokomotive Leipzig |
| Ergebnis                 | 1:2 (0:0) |
| Datum                    | Sonntag, 4. Juli 1982 |
| Stadion                  | Lok-Sportplatz, Wittenberge |
| Zuschauer                | 100 |
| Schiedsrichter           | Kollhoft (Wittenberge) |
| Tore                     | 0:1 Roßberg (53.) 1:1 Scholtissek (54.) 1:2 Steinert (65., Foulstrafstoß) |
| SG Dynamo Dresden        | Detlef Heinrich – Hergt – Ulf Zange, Kuchay, Riedel – Ralf Hauptmann, Weichert (36. Jens Langanki), Matthias Opitz – Uwe Jähnig, Tino Scholtissek, Tino Gaunitz (43. Müller) Cheftrainer: Hans-Jürgen Kreische      |
| 1. FC Lokomotive Leipzig | Ingo Saager – Heiko Baumann – Dirk Erler, Robby Bauer, Sven Trappschuh – Beyer, Jürgen Schlooße, Nico Steinert – Torsten Paul (31. Paske), Frank Turnier (43. Heiko Roßberg), Uwe Rösler Cheftrainer: Roland Freyer |